# Carlos Moyano Llerena
Carlos María Moyano Llerena (Córdoba, 1 de marzo de 1914 - Buenos Aires, 24 de abril de 2005)  fue un abogado y economista argentino. Durante la presidencia de facto de Roberto Marcelo Levingston se desempeñó como ministro de Economía y Trabajo.

## Biografía
Realizó los estudios de derecho en la Universidad de Buenos Aires (UBA). Entre 1937 y 1939, a través de una beca, hizo un posgrado en economía en Oxford.
Entre 1940 y 1952, luego de su regreso al país, trabajó como economista en el Ministerio de Agricultura, el Banco Industrial y el entonces Ministerio de Finanzas.
En cuanto a su carrera docente, entre 1947 y 1956 se desempeñó como profesor de Economía de la Facultad de Derecho de la UBA. También, fue profesor fundador de la Universidad Católica Argentina, en la cual participó en la creación de la primera carrera de Economía existente en el país.
Entre junio y octubre de 1970 estuvo a cargo del Ministerio de Economía y Trabajo durante el gobierno de Roberto Levingston. Entre 1976 y 1977 cumplió funciones como embajador argentino ante la Comunidad Económica Europea.

## Libros
- Argentina social y económica[1]
- La pobreza de los argentinos[1]
- El futuro posible[1]
- El capitalismo en el siglo XXI[1]
- Otro estilo de vida[1]